# Juan de Ávalos
Juan de Ávalos y Taborda (Mérida, 21 de outubro de 1911 — Madrid, 7 de julho de 2006) foi um escultor espanhol.